# Нижний Чир
Нижний Чир — станица (c 1960 по 2008 год — рабочий посёлок) в Суровикинском районе Волгоградской области России, административный центр Нижнечирского сельского поселения.
Основана как станица Нижне-Чирская в 1637 году
Население — 3220 (2021)

## История
Станица Нижне-Чирская основана в 1637 году. Одна из старейших станиц Донского войска. Первоначально станица находилась на правом покатом берегу Дона, частью в балке, частью на ровном и низменном месте у подножья склона, который покрывали виноградники и сады. Станица располагалась не на самом Дону, а в 2,5 верстах от него, на его рукаве Быстрике, чуть ниже устья реки Чир.
С 1802 года — окружная станица Второго Донского округа области Войска Донского (по другим данным — с 1836 года). В 1859 году в станице Нижне-Чирской действовали две православные церкви: Троицкая и Крестовоздвиженская; свечной, два кирпичных и два кожевенных завода, располагались окружные присутственные учреждения, почтовая станция, проживало свыше 200 жителей. К 1917 году в станице проживало 10 142 человека. В станице имелось два средних учебных заведения: реальное училище и женская гимназия, военно-ремесленное училище и четыре начальных школы, работала окружная больница, насчитывалось 12 кабаков и трактиров, 7 церквей.
Гражданская война
В первых числах января 1918 года на станичном митинге был избран станичный ревком. В целях установления Советской власти ревком посылает Дорофея Ефимовича Филиппова с красногвардейским отрядом в станицу Суворовскую. Но отряд не справился с поставленной задачей. В Суворовской вспыхнуло восстание, казаки напали на красногвардейцев. Отряд был уничтожен, погиб и командир отряда Филиппов. К восставшим присоединились казаки близлежащих станиц. На рассвете они напали на Нижнечирскую. Члены ревкома были расстреляны. В тот же день восставшие повели наступление на станцию Чир и захватили её. Так станица Нижнечирская стала центром сил второго Донского округа. За время Гражданской войны она несколько раз переходила из рук в руки. Окончательно советская власть была установлена в 1920 году.
После Октябрьской революции Нижнечирская оставалась окружной станицей, а позднее — районным центром (с 1928 года). Постановлением ВЦИК от 04.04.1921 года 2-й Донской округ был присоединен к Царицынской губернии.
Коллективизация
В период коллективизации в станице Нижнечирская организуются колхозы «Приморец», «Красный Маяк» и «Партизан», открывается училище механизации. В 1930 году была организована Нижнечирская МТС. Начинается строительство пищекомбината, рыбзавода, кинотеатра и Дома культуры, сельскохозяйственного техникума.
Война
С конца июля 1942 года по январь 1943 года станица была оккупирована. 2 сентября отделение Харьковской зондеркоманды расстреляли 47 воспитанников воспитанников Нижне-Чирского детского дома для умственно-отсталых.
Перенос на другое место
В связи с строительством Цимлянского водохранилища в 1953 году Нижнечирская была перенесена на новое место. В 1960 году решением исполкома Волгоградского областного Совета депутатов трудящихся станица Нижнечирского сельского поселения отнесена к категории рабочих поселков. Указом президиума Верховного Совета РСФСР от 7 февраля 1963 года «Об укрупнении сельских районов и изменении подчиненности районов и городов Волгоградской области» в состав Суровикинского района вошла территория Нижнечирского района полностью.
Статус станицы
В 2008 году населённому пункту был возвращён статус станицы

## Физико-географическая характеристика
До заполнения Цимлянского водохранилища станица располагалась правом берегу реки Чир, при впадении Чира в Дон. В настоящее время станица расположена чуть выше по склону, на западном берегу Цимлянского водохранилища. Средняя высота над уровнем моря — 57 м. Общий уклон местности — с запада на восток. Территория станицы расчленена балками и оврагами. Почвы — тёмно-каштановые.
По автомобильной дороге расстояние до города Волгограда составляет 190 км, до районного центра города Суровикино — 58 км.
Климат
Климат умеренный континентальный (согласно классификации климатов Кёппена климат характеризуется как Dfa). Температура воздуха имеет резко выраженный годовой ход. Среднегодовая температура положительная и составляет + 8,5 °С, средняя температура января −6,5 °С, июля +23,7 °С. Расчётная многолетняя норма осадков — 390 мм, наибольшее количество осадков выпадает в мае и июне (42 мм) и декабре (40 мм), наименьшее в феврале, марте и октябре (по 25 мм).
Часовой пояс
Нижний Чир, как и вся Волгоградская область, находится в часовой зоне МСК (московское время). Смещение применяемого времени относительно UTC составляет +3:00.

## Население
Динамика численности населения
| 1920 | 1939 | 1959 |
| ---- | ---- | ---- |
| 6813 | 8817 | 5214 |

| 1859  | 1873  | 1897  | 1915  | 1917    | 1925  | 1959  |
| ----- | ----- | ----- | ----- | ------- | ----- | ----- |
| 2041  | ↗4055 | ↗6780 | ↗7919 | ↗10 142 | ↘6927 | ↘5214 |
| 1970  | 1979  | 1989  | 2002  | 2009    | 2010  | 2021  |
| ↗5956 | ↘5541 | ↘4857 | ↘4754 | ↘4751   | ↘4038 | ↘3220 |

По результатам переписи 1897 года население станицы составляло 6 780 человек, из них казаков — 3 695 человек.

## Известные уроженцы и жители
В станице родились:
- Пётр Тимофеевич Секретев (1782—1832) — полковник, герой войн против Наполеона;
- Алексей Алексеевич Леонов (1815—1882) — русский поэт, журналист и собиратель песенного фольклора;
- Георгий Логгинович Пономарёв (1857—1932) — генерал-лейтенант;
- Фёдор Григорьевич Чернозубов (1863—1919) — генерал-лейтенант;
- Косоворотов, Александр Иванович (1868-1912) — русский прозаик, публицист, драматург;
- Парамон Самсонович Куркин (1879—1957) — участник гражданской и Великой Отечественной войн;
- Александр Иванович Шмелёв (1895—1960) — участник Белого движения, генерал-майор;
- Евгений Иванович Санеев (1913—1975) — участник Великой Отечественной войны, Герой Советского Союза;
- Фёдор Иванович Самохин (1918—1992) — прозаик, член Союза писателей СССР;
- Игорь Петрович Асеев (1923—1944) — участник Великой Отечественной войны, Герой Советского Союза.

## Достопримечательности
Во времена существования Области Войска Донского, в станицу Нижне-Чирскую входил хутор Кололовско-Пристенный (Кололовский Пристанок), ныне не существующий. Название хутор получил от Кололовского урочища. В 1859 году на хуторе Калоловский насчитывалось 38 дворов в которых проживало 115 мужчин и 121 женщина. На хуторе существовала Геориевская единоверческая церковь.
В настоящее время о хуторе напоминает заброшенное кладбище.